# 장대 단층
장대 단층(長大 斷層, Jangdae Fault)은 한반도 경상 분지내 경상남도 의령군, 함안군에서 창원시를 거쳐 김해시로 이어지는 서북서 방향의 단층으로, 김해시 장유면과 의령군 대의면의 앞 글자를 따 장대 단층으로 명명되었다.

## 개요
김해시 장유면에서 시작하여 창원시와 함안군 가야읍, 의령군 의령읍을 지나 대의면까지 이어지는 서북서 주향의 장대 단층은, 기존의 1:5만 지질도 마산(1963), 의령(1963), 진주(1969), 삼가(1975) 지질도폭에서는 보고되지 않은 단층이며 비교적 최근인 2000년대에 명명된 단층이다. 이 단층은 경상 누층군 하양층군 함안층과 진동층 등을 절단하며, 함안에서 의령 쪽으로 남해고속도로를 따라 서북서 방향의 뚜렷한 선상구조를 보이고 있다.

### 좌수향 운동 지시자
함안군 가야읍 북서부, 법수면과 군북면의 경계 지점에는 남북으로 분리된 두 반원형의 지형 구조가 관측되는데, 북쪽은 천제산(225 m)을 중심으로 하며, 남쪽은 삼봉산(302 m)을 중심으로 한다. 이곳을 따라 남해고속도로가 통과하며, 장지 나들목과 함안 나들목 사이에 위치한다. 류충렬(2008, 2009)과 활성단층 보고서(2012)에서는, 둘 사이의 서북서 방향의 선상구조를 축으로 하나를 750 m정도 이동시키면 이들은 하나의 환상(環狀) 구조로 일치한다는 점을 근거로, 환상구조가 생성된 이후 주향 이동 단층의 운동으로 750 m 가량의 변위를 가지게 된 것으로 해석했다. 북북서 방향으로 달리는 산릉은 단층 추정선 가까이서 반시계방향으로 끌림습곡의 양상을 보인다.

### 단층지형
홍영민과 신재열(2021)의 연구 결과, 경상남도 함안군 산인면 모곡리 지역에서 제4기 활동을 지시하는 단층 지형이 발견되었다. 모곡리에서 발견된 제4기층을 절단하는 단층의 노두는 주향 북서 60~65°, 경사 남서 70°이며 남서측 지괴가 북동측으로 0.8 m 상승한 역단층이다. 이러한 역단층 운동은 장대 단층 중 가지 단층의 분기점에서 발생한 전달압축력(transpression)에 의해 형성되었으며 전달압축력은 장대 단층의 좌수향 운동에 기인한 것으로 추정된다. 단층선 상의 선상지에서는 제4기 후기 동안 1~2.5 m의 누적 수직 변위량이 산출되었다.

## 장대 단층의 노두
단층의 자취가 드러난 장대 단층 노두의 위치는 다음과 같다.
| 위치                                                   | 좌표 | 지질                                  | 주향   | 경사      | 성향            | ESR 연대측정값 | 비고                                                                                     |
| ------------------------------------------------------ | --- | ------------------------------------- | ------ | --------- | --------------- | -------------- | ---------------------------------------------------------------------------------------- |
| 경상남도 김해시 장유면 대청리                          | 북위 35° 10′ 58.96″ 동경 128° 46′ 05.24″ / 북위 35.1830444° 동경 128.7681222° 북위 35° 10′ 51.60″ 동경 128° 45′ 39.46″ / 북위 35.1810000° 동경 128.7609611° | 혼펠스화된 장유암층 (진동층에 대비됨) | 동-서  |           |                 | -              |                                                                                          |
| 경상남도 함안군 가야읍 묘사리 석산마을 석산저수지 남측 | 북위 35° 17′ 27.40″ 동경 128° 22′ 26.82″ / 북위 35.2909444° 동경 128.3741167°                                                                               |                                       | 서북서 | 거의 수직 | 좌수향 주향이동 | -              | 석산저수지 남측에서 수 m 폭의 단층파쇄대가 확인 단층곡의 남쪽에만 계단상의 하안단구 발달 |
| 경상남도 창원시 중리                                   | 북위 35° 14′ 52.84″ 동경 128° 31′ 18.43″ / 북위 35.2480111° 동경 128.5217861°                                                                               |                                       | 서북서 | 거의 수직 | 좌수향 주향이동 | -              | 고속철도 공사장 절개지 사면에서 단층 관찰                                                |
| 경상남도 함안군 산인면 모곡리                          | 북위 35° 16′ 35.27″ 동경 128° 27′ 33.33″ / 북위 35.2764639° 동경 128.4592583°                                                                               |                                       | 서북서 | 거의 수직 | 주향이동        | -              | 단층파쇄대 폭 2-3 m, 단층비지대 없음                                                     |
| 경상남도 의령군 칠곡면 산북리                          | 북위 35° 21′ 37.47″ 동경 128° 05′ 17.92″ / 북위 35.3604083° 동경 128.0883111°                                                                               |                                       | 서북서 | 거의 수직 | 좌수향 주향이동 | -              | 국도 제20호선 다사터널 동측                                                              |
| 경상남도 의령군 대의면 다사리                          | 북위 35° 21′ 44.36″ 동경 128° 08′ 44.33″ / 북위 35.3623222° 동경 128.1456472°                                                                               | 셰일, 실트스톤, 사암                  | 서북서 | 거의 수직 | 좌수향 주향이동 | -              | 국도 제20호선 다사터널 서측                                                              |

## 같이 보기
- 한국의 단층
- 경상 누층군
- 한국의 지질
  - 창원시의 지질
  - 함안군의 지질
  - 의령군의 지질
  - 진주시의 지질
  - 합천군의 지질
- 양산 단층
- 모량 단층
- 단층